# Direction générale du renseignement extérieur
La Direction générale du renseignement extérieur (DGRE) est le service de renseignement extérieur sénégalais créé en 2014.
Placée sous l'autorité de la Délégation générale au Renseignement national, la DGRE a eu pour directeur en 2014 le général Samba Fall.
Depuis 2020 , c’est le général de brigade Jean Luc Diene qui occupe cette fonction , en remplacement du général Daouda Niang devenu inspecteur général des forces armées sénégalaise (IGFA).